# Mnohovětevní
Mnohovětevní nebo také mnohostřevky (Polycladida) jsou řád parafyletické skupiny ploštěnek v rámci kmenu ploštěnci (Platyhelminthes). Moderní systematika je sdružuje do kladu Rhabditophora.
Mnohovětevné ploštěnky žijí především v teplých mořích. Dosahují velikosti několika centimetrů a bývají pestře zbarvené, což v jejich přirozeném prostředí (korálové útesy etc.) představuje kamufláž. Jméno dostaly podle výrazných, téměř paprsčitě větvených střev. Střeva se začínají větvit již za hltanem a postupně několikanásobným větvením vytvářejí jakýsi labyrint. Ústní otvor leží asi ve třetině délky těla na ventrální straně, hltan je vychlipitelného typu (pharynx plicatus), což je jeden z typických znaků dravých ploštěnek. Nervová soustava vychází z centrálního ganglionu blízko ústního otvoru, podobně jako trávicí soustava se následně síťovitě větví.
Mnohovětevné ploštěnky se živí dravě, přičemž loví přisedlé živočichy, případně mohou být i komenzály. Jsou schopny také volně plavat pomocí vlnění okrajů těla. Rozmnožují se endolecitálními vajíčky (tj. primitivnější způsob zásobování vajíček, která obsahují velké množství žloutku). U některých druhů lze pozorovat přímý vývoj, u jiných probíhá vývoj nepřímý, a to skrze „Müllerovu larvu“, jež žije pelagicky a pohybuje se pomocí obrvených chlopní. Teprve jako dospělec se usazuje na dně.